# Charlotte Figi
Charlotte Figi (Colorado Springs, 18 ottobre 2006 – Colorado Springs, 7 aprile 2020) è stata una ragazza statunitense affetta dalla sindrome di Dravet, una sindrome epilettica generalizzata e sintomatica caratterizzata da prognosi grave e ritardo psicomotorio ingravescente, balzata agli onori della cronaca quando iniziò ad utilizzare olio di cannabidiolo per alleviare le sue convulsioni contribuendo, con la sua storia, a lanciare un movimento che ha portato a grandi cambiamenti nelle leggi sull'uso terapeutico della marijuana in tutto il mondo.

## Biografia
Nata, con una sorella gemella, da Paige e Matt Figi, Charlotte manifestò il suo primo attacco di convulsioni, della durata di ben 30 minuti, a soli tre mesi di vita. Alla bambina fu quindi diagnosticata la sindrome di Dravet e, quando ebbe 5 anni, Charlotte dovette iniziare ad usare una sedia a rotelle per muoversi, essendo arrivata a sperimentare fino a 300 crisi tonico-cloniche alla settimana e ad avere problemi di linguaggio.
Nel 2012, Paige Figi, dopo aver provato varie cure per la figlia, iniziò ad informarsi circa un trattamento a base di cannabidiolo, un metabolita della Cannabis sativa famoso per i suoi effetti rilassanti, anticonvulsivanti, antidistonici, antiossidanti e antinfiammatori. Paige riuscì a convincere due medici a prescrivere il trattamento alla figlia e Charlotte iniziò ad assumere olio di cannabidiolo proveniente da un tipo di marijuana chiamato "Hippie’s Disappointment", contenente un basso livello di THC, che sarà poi ulteriormente modificato e battezzato "Charlotte's web" proprio in onore della ragazzina. Con l'uso dell'estratto di Charlotte's web, Charlotte sperimentò sin da subito un miglioramento delle proprie crisi, che passarono dall'essere 300 a settimana fino a un minimo di 2 o 3 al mese.
Mentre l'uso medico della cannabis era ancora illegale nella maggior parte degli Stati degli USA, quando le notizie sui successi della terapia intrapresa da Charlotte si diffusero, moltissime famiglie che avevano una persona affetta da malattie simili a quelle di Charlotte si trasferirono a Colorado Springs, in Colorado, dove già dal 2000 era consentito l’uso di cannabis medica per alleviare spasmi, convulsioni e crisi epilettiche. Così, grazie alla sua storia, Charlotte Figi divenne nota a livello mondiale e i media iniziarono a interessarsi alla sua vicenda. Nel 2013, ad esempio, la ragazzina fu protagonista del documentario Weed, realizzato dal neurochirurgo statunitense Sanjay Gupta e trasmesso dalla CNN, diventando una delle figure più note del movimento statunitense e internazionale per la legalizzazione dell'uso della cannabis a scopo terapeutico. La vicenda di Charlotte fu presa ad esempio nella stesura di diverse leggi al riguardo ed anche grazie a lei e alla sua famiglia, al momento della sua morte, avvenuta nell'aprile del 2020, in USA erano 34 gli Stati ad aver legalizzato la cannabis in medicina e 47 quelli ad aver ammesso l’uso di cannabidiolo.
Charlotte Figi è morta il 7 aprile 2020, all'età di 13 anni. Stando a quanto riferito dalla madre, nel mese precedente la ragazzina aveva mostrato i sintomi di una malattia simil-influenzale e i medici avevano consigliato alla famiglia di autoisolarsi. Ciò nonostante, i sintomi peggiorarono e il 3 aprile Charlotte fu ricoverata in terapia intensiva. Due giorni dopo, il 5 aprile fu sottoposta a un tampone per verificare che non fosse affetta da COVID-19, il tampone diede esito negativo e la ragazza fu dimessa. Il 7 aprile però i sintomi di Charlotte peggiorarono drasticamente e, nonostante un nuovo ricovero d'urgenza, Charlotte morì in ospedale.